# Río Toachi
Río Toachi es un afluente izquierdo del Río Blanco de aproximadamente 160 km de largo en el noroeste de Ecuador.

## Curso
El Río Toachi nace en la Cordillera Occidental poco menos de 25 km al sur-sureste de la Caldera Quilotoa a una altitud de unos 4250 m, fluye a través de las montañas en una dirección predominantemente norte. Después de unos 13 km pasa el pueblo de Zumbahua y se denomina Río Zumbahua en su curso superior hasta la confluencia con el Río Tigua en el kilómetro 132. El río Toachi fluye al este del cráter Quilotoa. En el kilómetro 105 del río pasa al oeste por el cantón Sigchos. En el kilómetro 55, el río Sarapullo viniendo del sureste, se encuentra con el río Toachi. Después de otros 10 kilómetros desemboca en La Unión del Toachi del Río Pilatón, también viniendo por la derecha, hacia el Río Toachi. Luego gira al oeste-noroeste, luego al noroeste. El río Toachi fluye a través de las estribaciones occidentales de las montañas y pasa por la parroquia San José de Alluriquín. Finalmente deja las montañas y fluye a lo largo de las afueras del norte de la capital provincial de Santo Domingo de los Colorados a través de las tierras bajas costeras del noroeste de Ecuador. Después de otros 20 kilómetros, el río Toachi se encuentra con el río Blanco. Un kilómetro y medio arriba de la desembocadura, el río Memé se encuentra con el río Toachi por el lado derecho. Entre La Unión del Toachi y Santo Domingo de los Colorados, la carretera nacional transversal norte discurre por el curso del río.

## Zona de captación
El Río Toachi drena un área de aproximadamente 2600 km². La cuenca de drenaje se extiende por 80 km a lo largo de la cresta de la Cordillera Occidental y está flanqueada al este por los volcanes Illiniza, Corazón y Atacazo. En el suroeste la cuenca de drenaje limita con la del río Vinces que drena el flanco occidental de la Cordillera Occidental.

## Proyecto hidroeléctrico Toachi-Pilatón
El proyecto se está realizando bajo el liderazgo de CELEC (Corporación Eléctrica del Ecuador). El trabajo comenzó a más tardar en 2011, se produjeron varios retrasos e interrupciones durante la fase de construcción. La puesta en marcha de las distintas centrales eléctricas está prevista entre finales de 2019 y 2021.
Partes del sistema ya se han completado y este incluye un vertedero sobre el río Pilatón, 14,5 km aguas arriba de su confluencia con el río Toachi. Desde aquí parte del agua llega a un decantador. Desde aquí, un túnel de 5,9 km de largo y un tanque de compensación adjunto alimentan el agua a la central eléctrica de Sarapullo, una central eléctrica de caverna con tres turbinas Francis de 16,3 MW. Desde aquí, un canal de desvío de 470 m de largo conduce al embalse de la presa Toachi. La estructura de la barrera es una presa de gravedad de hormigón de 59 m de altura. El aliviadero está diseñado para 1200 m³/s. Por encima de la presa, el río Sarapullo desemboca en el río Toachi. Debajo de la presa hay una pequeña central hidroeléctrica con una turbina Francis de 1,4 MW. Esto debería utilizar la descarga mínima ecológicamente requerida de 4 m³/s para el río aguas abajo. La cantidad restante de agua se alimenta a otra central eléctrica de caverna, la central eléctrica Alluriquín, a través de un túnel de 8,6 km de largo y un tanque de compensación conectado. Está equipado con tres turbinas Francis de 68 MW. Luego, un túnel de drenaje de 500 m de largo lleva el agua de regreso al río Toachi. El punto de descarga se encuentra a unos 2 km por debajo de la confluencia del río Pilatón. La capacidad instalada total del proyecto hidroeléctrico es de 254,4 MW.